# Bulbine lagopus
Bulbine lagopus är en grästrädsväxtart som först beskrevs av Carl Peter Thunberg, och fick sitt nu gällande namn av Nicholas Edward Brown. Bulbine lagopus ingår i släktet bulbiner, och familjen grästrädsväxter. Inga underarter finns listade i Catalogue of Life.

## Bildgalleri

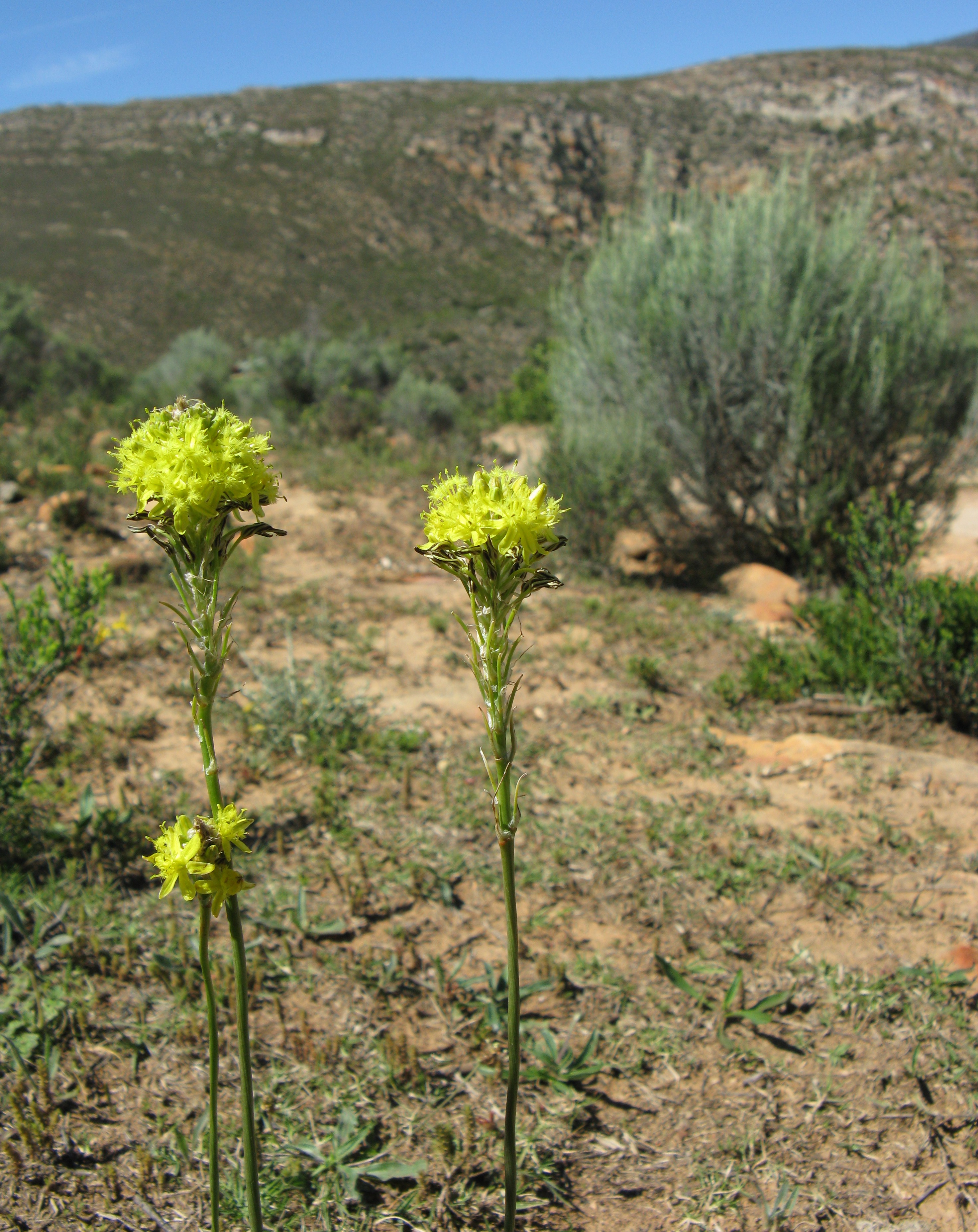
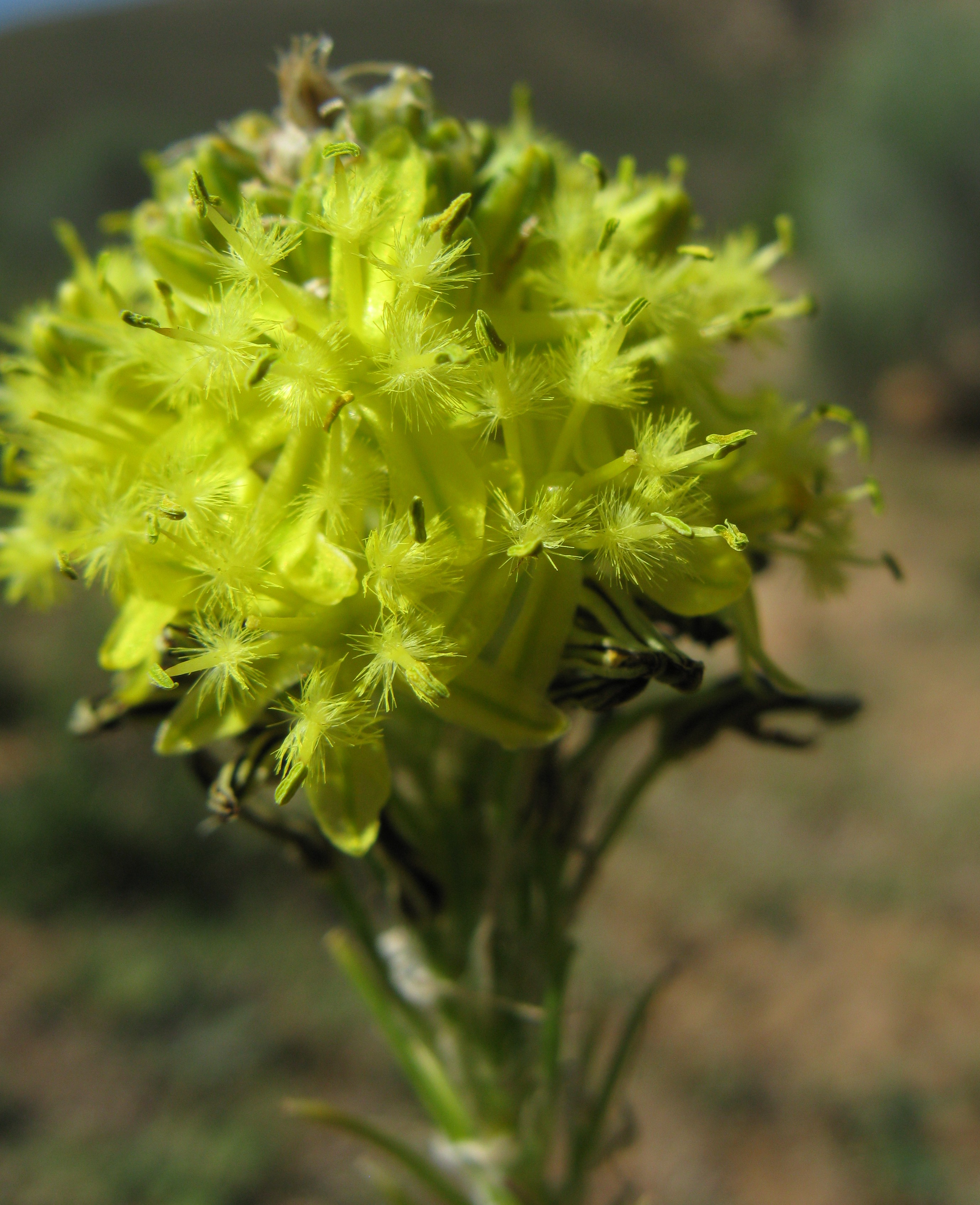
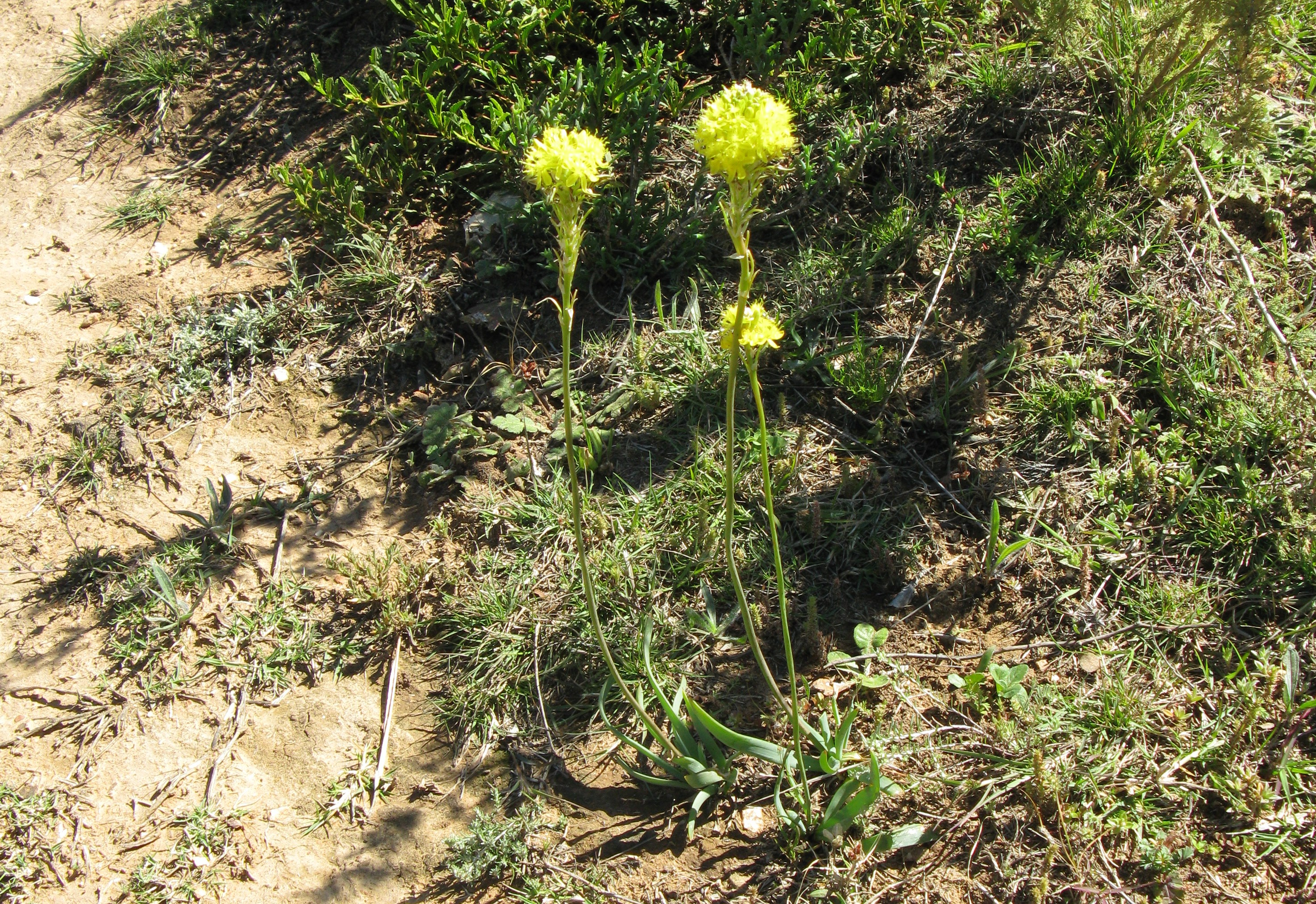